# Tomasz Wieszczycki
Tomasz Witold Wieszczycki (Łódź, 21 de dezembro de 1971) é um ex-futebolista profissional polaco, atuava como meio-campo, medalhista olímpico de prata.
Tomasz Wieszczycki conquistou a a medalha de prata em Barcelona 1992.